# Monumento a Garibaldi (Vicenza)
Il monumento a Garibaldi è una scultura sita in Piazza del Castello a Vicenza ed è opera dello scultore Ettore Ferrari. Venne inaugurato il 21 agosto 1887 (27º anniversario dell'ingresso di Garibaldi a Reggio Calabria).

## Storia

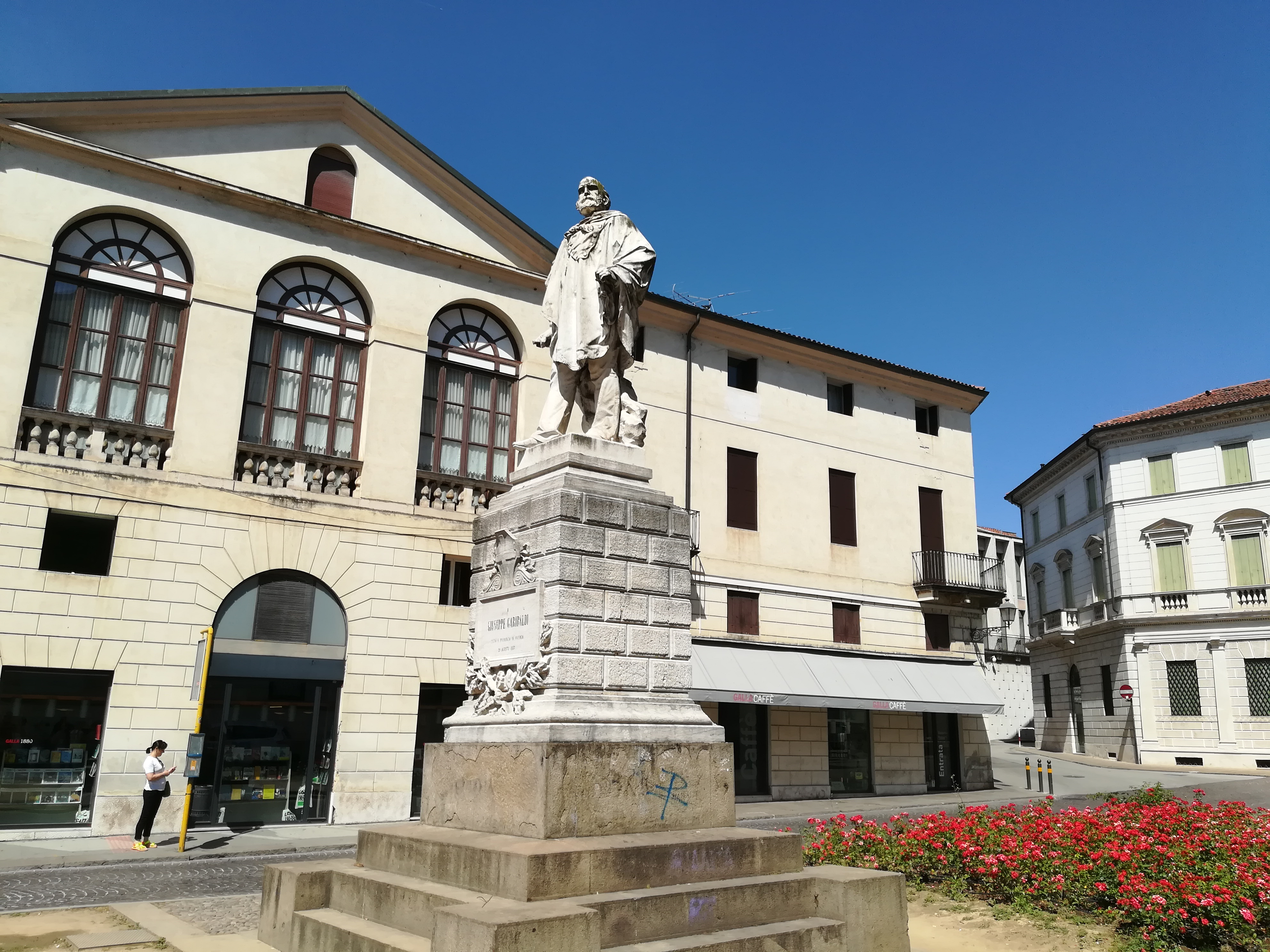
Monumento a Giuseppe Garibaldi, Piazza del Castello, Vicenza.

L’inaugurazione del Monumento avvenne sotto una pioggia copiosa. Il programma della giornata previsto era: alle ore 10 inaugurazione del monumento, alle 13 concerto musicale al Teatro Olimpico, alle 16 banchetto sociale, alla sera fiaccolata (poi non effettuata a causa delle cattive condizioni meteorologiche) e alle 21 spettacolo di Gala al Teatro Comunale con l’Opera-Ballo “L’Africana”. Presente in quella giornata lo stesso scultore Ettore Ferrari, il quale elogiò Vicenza per il patriottismo non dissimile a quello della sua Roma. Presenti, tra gli altri, i Garibaldini di Vicenza e provincia.